# Dschibāl

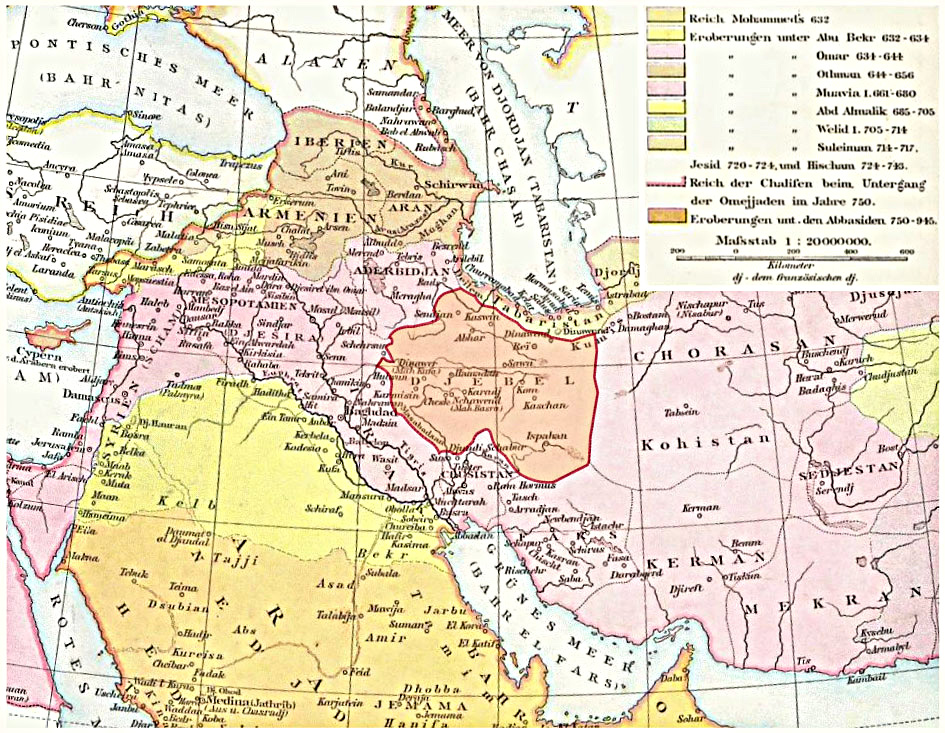
Die Lage der Provinz Dschibal (auf der Karte „Djebel“ genannt) innerhalb des Kalifenreiches

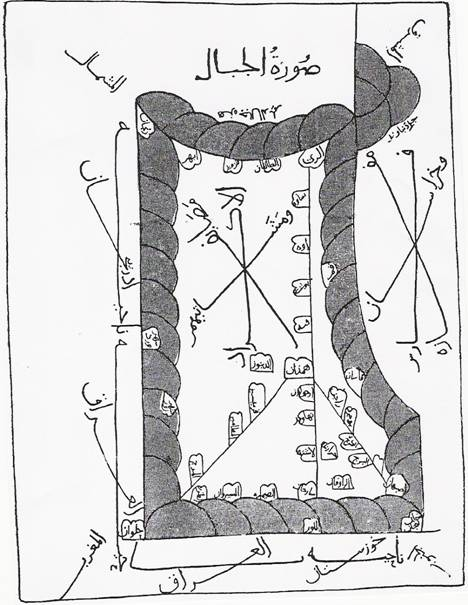
Eine Karte Dschibals aus dem Werk Kitab Surat al-Ard (Buch vom Bild der Erde) des Ibn Hauqal. Eingezeichnet sind die Sommer- und Winterweideplätze der kurdischen Nomaden. Norden liegt auf der Karte links oben.

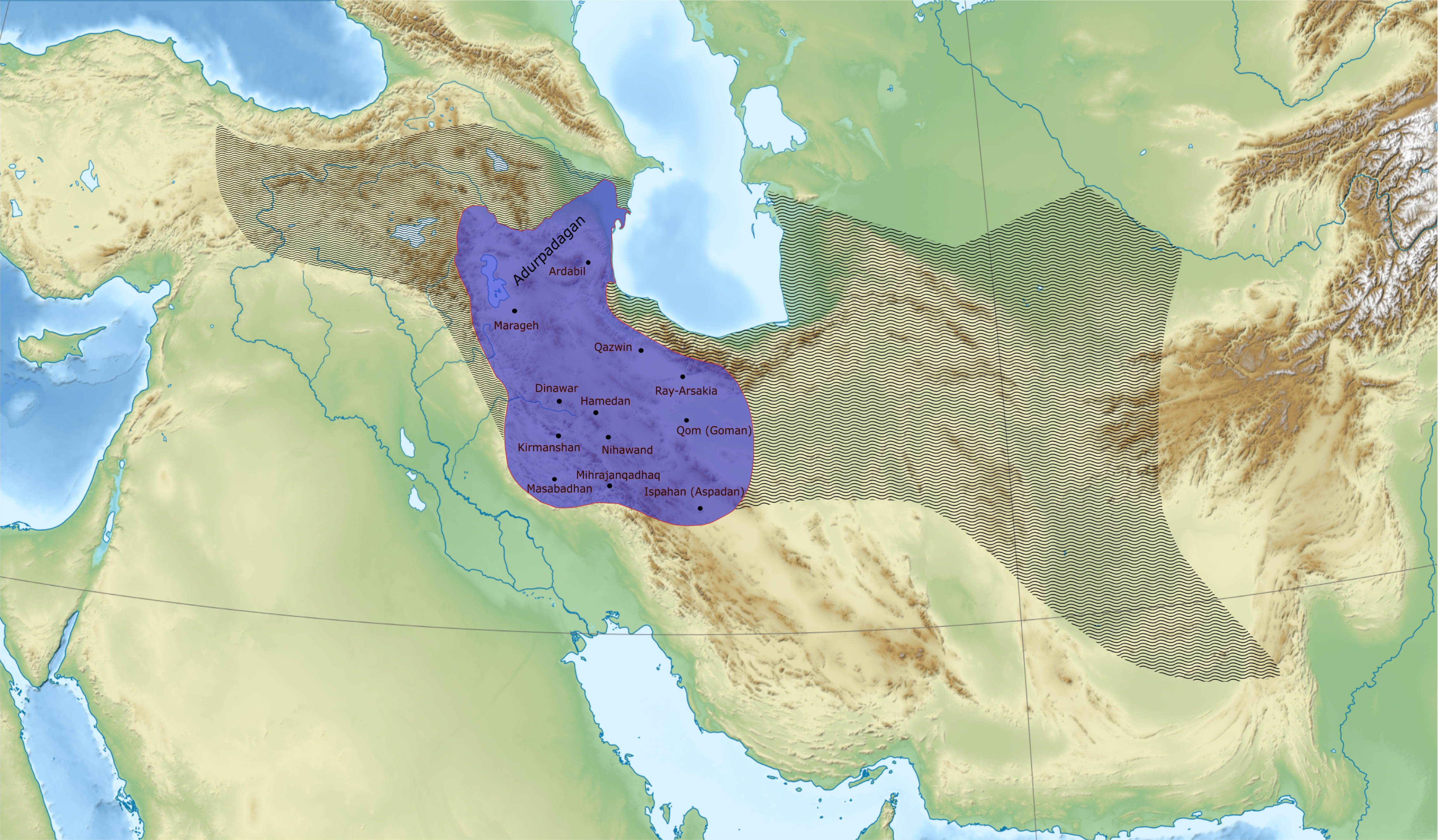
Pahla (violett) deckungsgleich mit Media Atropatene und Media Magna, eingebettet im parthischen Siedlungsgebiet (schattiert)

Dschibāl (arabisch جبال, DMG Ǧibāl) war die vom 7. bis zum 12. Jahrhundert gebräuchliche Bezeichnung einer iranischen Großprovinz des Kalifenreiches.

## Name
Das arabische Wort dschibāl ist die Pluralform von dschabal (Berg) und bedeutet Berge oder Gebirge – gemeint ist das Zāgros-Gebirge. Dschibal entspricht im Großen und Ganzen der antiken Region Medien, von der die Araber die Bezeichnung māh ableiteten. Im 11. und 12. Jahrhundert, vor allem während der Seldschuken-Herrschaft, gab man den Begriff Dschibal allmählich auf; nach der mongolischen Eroberung Persiens wurde er nicht mehr verwendet. Einer der Letzten, die ihn gebrauchten, war Yaqut; ein Jahrhundert später verwendete Hamdallah Mustaufi Dschibal an keiner Stelle. Stattdessen bezeichnete man Westpersien nun als den Iraq 'Adschami (persischer Irak) oder Iraq al-'Adscham (Irak der Perser), welcher mit seinem südmesopotamischen Gegenstück, dem Iraq 'Arabi (arabischer Irak) oder Iraq al-'Arab (Irak der Araber), die beiden Irak bildete.

## Geographisches (Grenzen und Hauptorte)
Die Grenzen Dschibals, das auch Kurdistan und Lurestan umfasste, waren nicht immer scharf definiert: Im Osten grenzte die Großprovinz mit Rey als nordöstlichster Stadt an die Dascht-e Kawir Chorasans, im Südosten an Fars (die alte Persis), im Süden an die Ebenen von Chusistan, im Westen an Mesopotamien, im Nordwesten an Aserbaidschan (Grenzfluss: Sefid Rud) und im Norden an das Elburs-Gebirge und die kaspischen Provinzen (Tabaristan, Gilan).
Die vier alten Hauptorte der Provinz waren Rey (nahe Teheran), Qarmisin (Kermānschāh in Kurdistan), Hamadan und Isfahan; zu den urbanen Zentren zählten außerdem Dinawar (Māh al-Baṣra) und Qazvin.

## Geschichte
Die Geschichte der Provinz begann, als die muslimischen Araber im Zuge der islamischen Expansion Anfang des 7. Jahrhunderts in das persische Sassanidenreich einfielen, zu dem Medien bis dahin gehört hatte. Trotz anfänglicher Erfolge der Sassaniden konnten die Araber in der Schlacht von Nihavand im Jahre 642 den entscheidenden Sieg erringen. Von Mesopotamien aus eroberten sie Stück für Stück das gesamte Sassanidenreich, während der entmachtete Großkönig nach Osten floh. Die großen Städte Dschibals wurden zwischen 642 und 645 erobert. In Dinawar und Nihavand (Māh al-Kūfa) siedelten sich Araber an und richteten Garnisonen ein, die man für Feldzüge nach Norden und Osten nutzte; Araber wurden so zu einem festen Bevölkerungsbestandteil im südlichen Iran.
Einer der berühmten Gouverneure Dschibals war der ehemalige Militärsklave Afschin, der im 9. Jahrhundert die Revolte des Babak Chorramdin niederschlug. Lokale Herrscherdynastien, die dem Kalifat der Abbasiden zum Teil nur formell unterstanden, waren unter anderem die Dulafiden (frühes 9. Jahrhundert bis 897), Buyiden (932–1029) und Kakuyiden (ca. 1008–1051). Im 10. Jahrhundert stieg die 712 oder 713 von Arabern aus Kufa wiederbesiedelte Stadt Qom mit dem Grab der Schwester des achten Imams, Fatima al-Masuma, zu einem der wichtigsten Zentren schiitischer Gelehrsamkeit auf.
Größte Bedeutung erlangte Dschibal als Kernland des Seldschukenreiches. Die türkischen Sultane beherrschten das Land ab der Mitte des 11. Jahrhunderts und erhoben Isfahan, Hamadan und Rey zu Hauptstädten. Nach dem Niedergang der Großseldschuken war Dschibal eine der letzten Provinzen, die der Hauptlinie der Dynastie verblieb. Die Macht hatten nun Atabeg-Dynastien wie die der Eldigüziden, Salghuriden und Hazaraspiden inne. Ab 1192 stießen die Choresm-Schahs nach Westiran vor. Der letzte Sultan der Großseldschuken, Toghril III., erlag bei seiner Residenz Rey 1194 dem Anuschteginiden Ala ad-Din Tekisch, welcher daraufhin ganz Dschibal eroberte. Als die Provinz zwischen Tekischs Nachfolger Muhammad II. und dem Abbasidenkalifen an-Nasir li-Dini ’llah umstritten war, fielen die Mongolen in Dschibal ein und verwüsteten das Land.
In der Spätantike, wie auch in der postislamischen Zeit wurde für die Region ebenfalls der Name Pahla oder Fahla verwendet. Diese Region umfasste gemäß unterschiedlichen Historikern in etwa die Region Adurpadegan und Medien.